# クラブツリー&イヴリン
クラブツリー&イヴリンは、全世界の小売店で販売される全身用・顔用・家庭用の天然物由来製品を扱う、米国の製造販売会社である。1973年（昭和48年）、米国マサチューセッツ州のケンブリッジにサイラス・ハービーによって設立された。本社はコネチカット州のウッドストックにある。日本ではハウス オブ ローゼが製品の販売権を有している。
米国ニューヨーク市の世界貿易センターにある店舗が、クラブツリー&イヴリンが誇る最新の店舗である。
会社名はクラブツリーとジョン・イヴリンに因んで付けられたものである。クラブツリーとは、すべてのリンゴ栽培種の原種であり、その美しさと実用性で高く評価されている。ジョン・イヴリンとは、最初の重要保存文書「シルヴァ日記」で著名な17世紀の英国人である。すなわち、「シルヴァ日記」とは、英国海軍を拡張するため艦船建造の目的で、英国国土の森林が根こそぎ伐採された際に出版されたもので、イヴリンはその広大な私有地一帯にエルムの木を植え、壮大な庭園を創造したことが世界を驚愕させた。
会社の公式ホームページによると、クラブツリー&イヴリンは、自社スキンケア製品中で160を超える「天然植物成分」を使用しているとされる。
クラブツリー&イヴリンは、マレーシアの会社である「クアラルンプール・ケポン・ベルハド（KLK）」に所有されている。
ニューヨーク市に多数あるクラブツリー&イヴリンの店舗のうちの一つが、世界貿易センターのショッピングセンターにあった。この店舗はバラミに隣接していた。このクラブツリー&イヴリンは、2006年（平成18年）の映画「ワールド・トレード・センター」にも登場する。